# Карвиці (Лодзинське воєводство)
Карвиці (пол. Karwice) — село в Польщі, у гміні Опочно Опочинського повіту Лодзинського воєводства.
Населення — 216 осіб (2011).
У 1975-1998 роках село належало до Пйотрковського воєводства.

## Демографія
Демографічна структура станом на 31 березня 2011 року:
|          | Загалом | Допрацездатний вік | Працездатний вік | Постпрацездатний вік |
| -------- | ------- | ------------------ | ---------------- | -------------------- |
| Чоловіки | 103     | 14                 | 76               | 13                   |
| Жінки    | 113     | 23                 | 59               | 31                   |
| Разом    | 216     | 37                 | 135              | 44                   |